# Trofeo Ramón de Carranza 2018
El Trofeo Ramón de Carranza 2018 fue la LXIV edición  de dicho torneo. Los encuentros se disputaran del 10 de agosto al 11 de agosto en el Estadio Ramón de Carranza. En esta ocasión participaron el Cádiz, Las Palmas y Real Betis. La semifinal fue el 10 de agosto y la final fue el 11 de agosto.

## Cuadro
|  | Semifinales          | Semifinales          |   |  | Final                | Final                |  |
|  | 10 de agosto de 2018 | 10 de agosto de 2018 |   |  | 11 de agosto de 2018 | 11 de agosto de 2018 |  |
|  |                      |                      |   |  |                      |                      |  |
|  |                      |                      |   |  |                      |                      |  |
|  | Cádiz                | 1 (2)                |   |  |                      |                      |  |
|  | Las Palmas           | 1 (3)                |   |  |                      |                      |  |
|  |                      |                      |   |  |                      |                      |  |
|  |                      |                      |   |  |                      |                      |  |
|  |                      |                      |   |  | Real Betis           | 4                    |  |
|  |                      | Las Palmas           | 0 |  |                      |                      |  |
|  |                      |                      |   |  |                      |                      |  |
|  |                      |                      |   |  |                      |                      |  |
|  |                      |                      |   |  | Tercer lugar         |                      |  |
|  |                      |                      |   |  |                      |                      |  |
|  |                      |                      |   |  |                      |                      |  |
|  |                      |                      |   |  |                      |                      |  |

## Semifinal
| 10 de agosto de 2017, 21:45 | Cádiz      | 1:1 (3-4) (1:1) (1:1) | UD Las Palmas | Estadio Ramón de Carranza, Cádiz                           |                                                            |
|                             | Salvi 90+2 | Reporte               | Calleri 27'   | Asistencia: 25.033 espectadores Árbitro(s): Milla Alvendiz | Asistencia: 25.033 espectadores Árbitro(s): Milla Alvendiz |

- Datos: Q56318871